# Piptadenia trisperma
Piptadenia trisperma är en ärtväxtart som först beskrevs av Vell., och fick sitt nu gällande namn av George Bentham. Piptadenia trisperma ingår i släktet Piptadenia och familjen ärtväxter. Inga underarter finns listade i Catalogue of Life.